# Sławomir Kaczmarek (bokser)
Sławomir Kaczmarek (ur. 10 kwietnia 1960) – polski bokser, mistrz Polski.
Wystąpił w wadze lekkiej (do 60 kg) na mistrzostwach Europy w 1983 w Warnie, gdzie przegrał pierwszą walkę w eliminacjach.
Był mistrzem Polski w wadze piórkowej (do 57 kg) w 1982, wicemistrzem w tej wadze w 1983 i brązowym medalistą w wadze lekkiej w 1984. Zdobył drużynowe mistrzostwo Polski z Legią Warszawa w 1980.
W 1982 i 1983 dwukrotnie wystąpił w meczach reprezentacji Polski, raz wygrywając i raz przegrywając. Raz walczył w reprezentacji Polski juniorów (poniósł porażkę).
W 1983 zwyciężył w wadze lekkiej w turnieju „Złota Łódka”.